# Ambar avec kotobanja à Ašanja
L'ambar avec kotobanja à Ašanja (en serbe cyrillique : Амбар са котобањом у Ашањи ; en serbe latin : Ambar sa kotobanjom u Ašanji) est situé à Ašanja, dans la province de Voïvodine, dans le district de Syrmie et dans la municipalité de Pećinci, en Serbie. Il est inscrit sur la liste des monuments culturels de grande importance de la république de Serbie (identifiant no SK 1261).

## Présentation
L'ambar (grenier) avec sa kotobanja (sorte de séchoir à maïs) a été construit en 1929 par le maître d'œuvre Pera Vukosavljević d'Ašanja, probablement en réunissant deux bâtiments jusqu'alors séparés, ce que semble indiquer une rupture dans la continuité du toit. Le bâtiment et, notamment, son porche, est constitué de bois de chêne, avec des planches verticales dressées entre les piliers de la construction ; le porche est richement décoré de colonnes en bois sculpté avec des motifs circulaires et des fleurs stylisées.
Le pignon du toit donnant sur la rue était autrefois peint de sujets empruntés aux événements et aux personnalités de l'histoire serbe ; on y trouvait ainsi des représentations du Couronnement de l'empereur Dušan, des Migrations serbes et de Hajduk Veljko ; ces peintures, réalisées par le peintre amateur Ivan Milovanović Adžić, ont été détruites pendant la Seconde Guerre mondiale.